# Delta Andromedae
Delta Andromedae (δ And / δ Andromedae), o Sadiradra, è un sistema stellare situato nella costellazione di Andromeda. La stella principale è una stella gigante arancione di magnitudine 3,28. Il sistema dista 101 anni luce dal sistema solare.

## Osservazione
Si tratta di una stella situata nell'emisfero celeste boreale. La sua posizione moderatamente boreale fa sì che questa stella sia osservabile specialmente dall'emisfero nord, in cui si mostra alta nel cielo nella fascia temperata; dall'emisfero australe la sua osservazione risulta invece più penalizzata, specialmente al di fuori della sua fascia tropicale. Essendo di magnitudine 3,3, la si può osservare anche dai piccoli centri urbani senza difficoltà, sebbene un cielo non eccessivamente inquinato sia maggiormente indicato per la sua individuazione.
Il periodo migliore per la sua osservazione nel cielo serale ricade nei mesi compresi fra settembre e febbraio; nell'emisfero nord è visibile anche per un periodo maggiore, grazie alla declinazione boreale della stella, mentre nell'emisfero sud può essere osservata solo durante i mesi della tarda primavera e inizio estate australi.

## Caratteristiche fisiche
Delta Andromedae è una binaria spettroscopica a lungo periodo; la stella principale è una gigante arancione di classe K0III con una massa 1,65 quella del Sole ma un raggio molto più grande, 14 volte superiore a quello solare. La compagna le orbita attorno in circa 58 anni, ad una distanza media di 19 UA.
Delta Andromedae ha anche due compagne visuali separate rispettivamente di 31 e 38 secondi d'arco. La più vicina, di magnitudine 12,4, potrebbe essere legata gravitazionalmente al sistema, e si tratterebbe di una debole nana rossa di classe M3 distante 900 UA dalla principale.
L'altra compagna è invece sono una compagna ottica e non ha alcun legame fisico con le altre componenti.
Un eccesso di radiazione infrarossa rilevata nella luce della stella indica la presenza di un disco circumstellare che le orbita attorno. Nel 2003 è stato determinato che si tratta più precisamente di una cintura asteroidale.
La magnitudine assoluta del sistema è di 0,82 e la sua velocità radiale negativa indica che la stella si sta avvicinando al sistema solare.